# 科摩多龙安全浏览器
科摩多龙安全浏览器（英語：Comodo Dragon Internet Browser）是一款基于Chromium的免费网页浏览器，由互联网安全公司科摩多集团出品。浏览器界面类似于Google Chrome，但除去了一些潜在威胁隐私的功能（具体见下文）；此外，龙浏览器还提供了额外的安全性措施，如显示一个网站SSL证书的真实性与相对强度。

## 与Google Chrome的区别
- 龙浏览器会检查网站的SSL证书安全强度，当一个网站的证书强度可能不足时，浏览器将会通知用户。
- 用户可以手动命令执行网页信任查询（Comodo Site Inspector），以确定网站是否含有恶意代码。
- 在龙浏览器安装过程中会询问用户：是否让计算机使用COMODO DNS服务器来取代用户ISP提供的服务器。
- 使用龙浏览器内建的更新程序取代谷歌更新器。
- 卸载龙浏览器时会询问用户，是否保留cookie和网页缓存。

除此以外，Google Chrome的下列功能在龙浏览器中被移除或禁用：
- RLZ标识符，和所有查询一起或每24小时一次发送到Google的编码串[6]。
- 将谷歌搜索设定为默认搜索引擎，并在启动时显示[6][7]
- 一个用于识别用户日志的唯一的ID（“clientID”）。
- 安装浏览器时产生的时间戳。
- 服务器不存在时的Google-hosted错误页。
- 地址栏自动搜索建议。
- 发送崩溃或错误报告的Bug跟踪系统。

## 脚注
1. ↑  Eyon. . Chrome迷. 2010年2月19日  [2011-07-18]. （原始内容存档于2016-04-02） （中文（中国大陆））.
2. ↑  . 2024年12月23日  [2025年1月11日].
3. ↑  . 2024年12月18日  [2025年1月11日].
4. ↑  . 科摩多集团.   [2010-10-31]. （原始内容存档于2012-04-21） （英语）.
5. ↑  spainach_12. . 科摩多集团. 2011-01-15  [2011-08-21]. （原始内容存档于2020-07-28） （英语）.
6. 1 2  . Google.   [2010-01-28]. （原始内容存档于2012-12-01） （英语）.，见“Which Google Domain”
7. ↑  .   [2010-11-15]. （原始内容存档于2012-07-30） （英语）. Source code comment on line 31